# FirstEnergy
FirstEnergy Corporation — американская энергетическая корпорация, снабжающая электроэнергией 6 млн клиентов на Среднем Западе и востоке США. В корпорацию входит 10 региональных электрораспределительных компаний, несколько компаний, обслуживающих линии электропередач, а также угольные и гидроэлектростанции. Корпорация образовалась в 1997 году в результате слияния Ohio Edison Company и Centerior Energy Corporation.

## История
Ohio Edison Company была создана в июне 1930 года путём объединения пяти электрических компаний штата Огайо. В 1944 году была куплена Pennsylvania Power Company, которая также в 1930 году объединила энергетические компании Пенсильвании. В 1950 году был поглощён конкурент в штате Огайо, Ohio Public Service Company. В 1970 году началось строительство АЭС Бивер-Валли, её эксплуатация началась в 1976 году. АЭС Перри была введена в эксплуатацию в 1986 году.
Centerior возникла в апреле 1986 года в результате объединения двух других энергетических компаний Огайо, Toledo Edison и Cleveland Electric Illuminating. Первая из них была основана в 1901 году и снабжала электроэнергией Толидо и его пригороды. Вторая начала работу в 1892 году, центром её деятельности был Кливленд. В 1970 году в качестве совместного проекта двух компаний началось строительство АЭС Дэвис-Бесс (запущена в 1977 году).
В 1997 году Ohio Edison Company и Centerior Energy Corporation объединились, образовав корпорацию FirstEnergy с 4 дочерними компаниями. В 2001 году была поглощена группа GPU, Inc., включавшая три энергетические компании в штатах Нью-Джерси и Пенсильвания. В 2010 году была поглощена ещё одна группа, Allegheny Energy, работавшая в штатах Пенсильвания, Западная Виргиния, Виргиния и Мэриленд. В 2018 году дочерняя компания FirstEnergy Solutions, управлявшая тремя атомными и несколькими угольными электростанциями, объявила о банкротстве; из процедуры банкротства она вышла в феврале 2020 года как самостоятельная компания Energy Harbor.
В 2020 году FirstEnergy оказалась в центре коррупционного скандала — компанию обвинили в даче взятки в размере 60 млн долларов в обмен на повышение тарифов и уплату из бюджета штата Огайо долгов атомных электростанций на 150 млн долларов. В 2021 году компанию обязали уплатить штраф 230 млн долларов.

## Деятельность
Генерирующие мощности FirstEnergy по состоянию на 2022 год составляли 3,58 ГВт, это лишь небольшая часть от потребления, основная часть электроэнергии покупается у других энергетических компаний. Сеть компании состоит из 40 тыс. км линий электропередач. Компания работает в штатах Огайо, Пенсильвания, Западная Виргиния, Мэриленд, Нью-Джерси и Нью-Йорк.
Электрораспределительные компании:
- Jersey Central Power & Light Company (JCP&L) — Нью-Джерси, 1,16 млн клиентов;
- Ohio Edison Company (OE) — центр и северо-восток Огайо, 1,07 млн клиентов;
- The Cleveland Electric Illuminating Company (CEI) — северо-восток Огайо, 755 тыс. клиентов;
- West Penn Power Company (WP) — юго-запад и север Пенсильвании, 737 тыс. клиентов.
- Metropolitan Edison Company (ME) — восток и юг Пенсильвании, 587 тыс. клиентов;
- Pennsylvania Electric Company (PN) — запад, север и центр Пенсильвании, запад штата Нью-Йорк, 588 тыс. клиентов;
- The Potomac Edison Company (PE) — Мэриленд и Западная Виргиния, 439 тыс. клиентов;
- Monongahela Power Company (MP) — северная часть Западной Виргинии, 396 тыс. клиентов;
- The Toledo Edison Company (TE) — северо-запад Огайо, 315 тыс. клиентрв;
- Pennsylvania Power Company (Penn)— запад Пенсильвании, 171 тыс. клиентов;

В списке крупнейших публичных компаний в мире Forbes Global 2000 за 2022 год FirstEnergy заняла 642-е место. В списке крупнейших компаний США по размеру выручки Fortune 500 заняла 343-е место.